# Isabelle Pasco
Isabelle Pasco (Perpinyà, 25 d'abril de 1966) és una actriu i model nord-catalana.

## Biografia
Començà la seva carrera professional com a model de l'agència Femmes de París, i als anys 80 aparegué a les revistes franceses Lui i Playboy i a la italiana Playmen. A partir del 1984 es dedicà a la interpretació i debutà al llargmetratge Ave Maria. Ha destacat pels papers de la domadora Roselyne a Roselyne et les Lions, de Jean-Jacques Beineix (1989) i, el 2009, a la pel·lícula de Mohammad Mehdi Asgarpour 7:05, sobre la vida quotidiana de les iranianes exiliades a París. També ha actuat en produccions teatrals. El 2002 va protagonitzar Une longue, longue, longue nuit d'amore i la comèdia nord-americana Ali G. Indahouse.
El 1995 es va casar amb l'actor Tchéky Karyo, amb qui van tenir dos fills; posteriorment, es divorciaren.

## Filmografia
Les seves pel·lícules més destacades són:
- 1984 Ave Maria de Jacques Richard: Ursula
- 1985 Hors-la-loi de Robin Davis: Sissi
- 1986 Sauve-toi, Lola de Michel Drach: Marielle
- 1986 Le mal d'aimer de Giorgio Treves: Marte-Blanche
- 1988 Qualcuno in ascolto de Faliero Rosati: Anna Sweder
- 1988 Gli indifferenti de Mauro Bolognini (mini sèrie televisiva)
- 1989 Roselyne et les lions de Jean-Jacques Beineix: Roselyne
- 1991 Els llibres de Prospero (Prospero's Books) de Peter Greenaway: Miranda
- 1992 Urgence d'aimer de Philippe Le Guay (TV): Joëlle
- 1992 Sabato italiano de Luciano Manuzzi: Danielle (a l'episodi I)
- 1992 Le droit à l'oubli de Gérard Vergez (TV)
- 1992 À quoi tu penses-tu ? de Didier Kaminka: Karine
- 1992 Céline de Jean-Claude Brisseau: Céline
- 1992 Undine d'Eckhart Schmidt: Undine
- 1993 La Famiglia Ricordi (sèrie de TV)
- 1993 Rhésus Roméo de Philippe Le Guay (TV): Joëlle
- 1993 Charlemagne, le prince à cheval de Clive Donner (sèrie de TV): Hidegarde (a l'episodi 2)
- 1993 Les audacieux d'Armand Mastroianni (TV): Alice Villion
- 1995 Cop de lluna (Colpo di luna) d'Alberto Simone: Luisa
- 1996 Dentro il cuore de Memè Perlini
- 1996 Sous-sol de Pierre Gang: Françoise
- 1996 Festival de Pupi Avati: Alexandra
- 1997 Les Couleurs du diable d'Alain Jessua: Valerie
- 1997 Hobby d'Azise Bel Miloud (curtmetratge)
- 1998 La Course de l'escargot de Jérôme Boivin (TV): Margot
- 1999 In punta di cuore de Francesco Massaro (TV): Charlotte
- 2000 Dancing at the Blue Iguana de Michael Radford: Clienta
- 2001 The Invisible Circus d'Adam Brooks: Claire
- 2001 Una lunga lunga lunga notte d'amore de Luciano Emmer: Elena
- 2002 Ali G Indahouse de Mark Mylod: Suzy
- 2003 Drôle de genre de Jean-Michel Carré (TV): Axelle Bazin
- 2003 Clandestino de Paule Muxel: Marie
- 2006 Intimità de Matteo Minetto: Alice
- 2009 7:05, de Mohammad Mehdi Asgarpour

## Teatre
- 1994 Sud de Julien Green, en direcció de Pascal Luneau
- 2002-2003 Dom Juan de Molière, dirigida per Jean Martinez, al Théâtre Mouffetard i gira per França, Suïssa i Bèlgica
- 2006 Orange Mecanique, adaptació de la pel·lícula A Clockwork Orange de Stanley Kubrick, dirigida per Thierry Harcourt, al "Cirque d'Hiver"